# Episodi di The Goldbergs (quinta stagione)
La quinta stagione della serie televisiva The Goldbergs è stata trasmessa in prima visione sul canale statunitense ABC dal 27 settembre 2017 al 16 maggio 2018. Il 24 gennaio 2018 è andato in onda anche un aggiuntivo episodio speciale, The Goldbergs:1990-Something che è il backdoor pilot dello spin-off Schooled.
In Italia la stagione è stata trasmessa in prima visione su Joi dal 1º giugno 2018 al 10 agosto 2018. In chiaro viene trasmessa da Italia 1 dal 1º marzo 2019.
| n°                                      | Titolo originale                        | Titolo italiano                | Prima TV USA      | Prima TV Italia |
| --------------------------------------- | --------------------------------------- | ------------------------------ | ----------------- | --------------- |
| 1                                       | Weird Science                           | Una donna esplosiva per Barry  | 27 settembre 2017 | 1º giugno 2018  |
| 2                                       | Hogan Is My Grandfather                 | Hogan è proprio mio nonno      | 4 ottobre 2017    | 1º giugno 2018  |
| 3                                       | Goldberg On The Goldbergs               | Goldberg contro Goldberg       | 11 ottobre 2017   | 8 giugno 2018   |
| 4                                       | Revenge O' the Nerds                    | La rivincita dei nerd          | 18 ottobre 2017   | 8 giugno 2018   |
| 5                                       | Jackie Likes Star Trek                  | A Jackie piace Star Trek       | 25 ottobre 2017   | 15 giugno 2018  |
| 6                                       | Girl Talk                               | Chiacchiericciando             | 1º novembre 2017  | 15 giugno 2018  |
| 7                                       | A Wall Street Thanksgiving              | Un riccoso Thanksgiving        | 15 novembre 2017  | 22 giugno 2018  |
| 8                                       | The Circle of Driving Again             | Il cerchio della guida         | 29 novembre 2017  | 22 giugno 2018  |
| 9                                       | Parents Just Don't Understand           | Tanto i genitori non capiscono | 6 dicembre 2017   | 29 giugno 2018  |
| 10                                      | We Didn't Start the Fire                | Non abbiamo acceso il fuoco    | 13 dicembre 2017  | 29 giugno 2018  |
| 11                                      | The Goldberg Girls                      | Goldberg senza età             | 3 gennaio 2018    | 6 luglio 2018   |
| 12                                      | Dinner with the Goldbergs               | A cena con i Goldberg          | 10 gennaio 2018   | 6 luglio 2018   |
| 13                                      | The Hooters                             | Stili di vita                  | 17 gennaio 2018   | 13 luglio 2018  |
| Speciale: The Goldbergs: 1990-Something | Speciale: The Goldbergs: 1990-Something | inedito                        | 24 gennaio 2018   | inedito         |
| 14                                      | Hail Barry                              | La giacca di Bev               | 28 febbraio 2018  | 13 luglio 2018  |
| 15                                      | Adam Spielberg                          | Adam Spielberg                 | 7 marzo 2018      | 20 luglio 2018  |
| 16                                      | The Scrunchie Rule                      | La regola dell'elastico        | 21 marzo 2018     | 20 luglio 2018  |
| 17                                      | Colors                                  | Colori di guerra               | 28 marzo 2018     | 27 luglio 2018  |
| 18                                      | MTV Spring Break                        | MTV Spring Break               | 4 aprile 2018     | 27 luglio 2018  |
| 19                                      | Flashy Little Flashdancer               | Febbre da Flashdance           | 11 aprile 2018    | 3 agosto 2018   |
| 20                                      | The Opportunity of a Lifetime           | L'opportunità di una vita      | 2 maggio 2018     | 3 agosto 2018   |
| 21                                      | Spaceballs                              | Balle spaziali                 | 9 maggio 2018     | 10 agosto 2018  |
| 22                                      | Let's Val Kilmer This Car               | Lo scherzo leggendario         | 16 maggio 2018    | 10 agosto 2018  |

## Una donna esplosiva per Barry
- Titolo originale: Weird Science
- Diretto da: David Katzenberg
- Scritto da: Chris Bishop

### Trama
Erica va al college alla D.C. School of Arts, ma ha un problema: dover dire addio a sua madre mille volte prima di andarsene. Per ritardare la separazione, Beverly, insieme a Murray, aiuta a trasferire Erica nel suo dormitorio e incontra la coinquilina di Erica, una ragazza della valle di nome Erica. Bev decora la stanza di Erica e rimane la notte, portando all'umiliazione di sua figlia nel campus. Dopo che Beverly finalmente se ne va, Erica della valle aiuta Erica a capire che è fortunata ad avere una mamma che è sempre lì per lei. 
Nel frattempo, Barry è tornato a scuola per il suo ultimo anno e gli manca Lainey, quindi ha bisogno di una distrazione: fare il prepotente con Adam. Dopo aver visto il film Weird Science, Adam ha l'idea di costruire la ragazza perfetta per Barry, ma Barry non pensa che possa farcela. Con l'aiuto di Jackie (la fidanzata di Adam) e del signor Connelly (l'insegnante di scienze), Adam, Pops e Barry eseguono l'esperimento della bambola Barbie dal film. Anche se sapeva che era impossibile, Barry voleva solo dimostrare a se stesso che Lainey non era un colpo di fortuna. Inizia a prendersi cura del benessere di Adam a scuola, cosa che alcune ragazze trovano attraente.
- Guest star: Ilan Mitchell-Smith (signor Connelly).
- Colonna sonora: Weird Science degli Oingo Boingo e Tenderness dei General Public.

## Hogan è proprio mio nonno
- Titolo originale: Hogan Is My Grandfather
- Diretto da: Lew Schneider
- Scritto da: Marc Firek

### Trama
Il duro insegnante di storia di Adam, "Doc", accetta di fargli girare un film sulla seconda guerra mondiale invece di scrivere una tesina. Poiché Pops è un veterano, Adam decide di intervistarlo, ma trova noiose tutte le storie di guerra di suo nonno. Allora Pops rende il tutto più piccante raccontando storie immaginarie inverosimili che in realtà provenivano dagli episodi de Gli eroi di Hogan. Doc scopre che le storie di Pops sono state plagiate dal telefilm e dà ad Adam una "F". Adam gli lancia un gesso disgustato, guadagnandosi un viaggio nell'ufficio del preside. Rendendosi conto del suo errore, Pops va da Doc e spiega il vero motivo dietro il film plagiato, e a sua volta Doc dà ad Adam una seconda possibilità di girare il film, con risultati positivi. Nel frattempo, Erica della valle fa capire a Erica che non può prendersi cura di se stessa mentre è al college, con il risultato che Erica chiede a Beverly delle sue tecniche di "madre". Ciò si traduce in Beverly che si preoccupa di insegnare a Erica e Barry le abilità di base della vita, ma nella paura che non avranno più bisogno di lei li induce ad appoggiarsi a lei. In seguito, con l'aiuto di Murray e alle spalle di Bev, chiedono consiglio all'allenatore single Mellor, che li allena nelle abilità di vita.
- Guest star: Kevin Heffernan (Doc).
- Colonna sonora: Never Surrender di Stan Bush e Here I Go Again dei Whitesnake.

## Goldberg contro Goldberg
- Titolo originale: Goldberg On The Goldbergs
- Diretto da: David Katzenberg
- Scritto da: David Guarascio

### Trama
Dopo che Barry ha rotto gli occhiali di Adam durante la lezione di ginnastica, Beverly si lamenta con l'allenatore Mellor di aver messo il fratello maggiore contro il fratellino. Rick Mellor rivela un'infanzia travagliata in cui suo fratello maggiore Nick se la prendeva sempre con lui. Beverly fa visita a Nick, ora coordinatore difensivo della squadra di football dell'università di Villanova, e cerca di convincerlo a conciliare i problemi con Rick per il bene dei suoi due figli. 
Nel frattempo, Erica è preoccupata per l'enorme bolletta del telefono che ha accumulato chiamando Geoff Schwartz ogni notte dalla sua stanza del dormitorio. È scioccata quando Murray le dice di non preoccuparsi, ma Murray ha un secondo fine: tenere sua figlia nella sua stanza ogni notte e lontano dalle trappole della vita universitaria.
- Guest star: Bill Goldberg (Coach Nick).
- Colonna sonora: Only You degli Yazoo.

## La rivincita dei nerd
- Titolo originale: Revenge O' The Nerds
- Diretto da: David Katzenberg
- Scritto da: Jennifer Irwin

### Trama
Erica sta fallendo il suo corso di apprezzamento del cinema e la sua unica speranza per un voto positivo è scrivere una tesina su un film in una notte. Erica ha prenotato un'esibizione musicale quella sera, quindi chiama Adam e lo invita all'università per una visita. Adam porta con sé Dave Kim, Chad Kremp e Sergei, sperando in un'esperienza al college in stile La rivincita dei nerds, ma presto scopre che Erica lo stava solo usando per scrivere la tesina. Dopo che Erica ha spiegato ad Adam che il college non è per niente come le rappresentazioni dei film, lei e i ragazzi lavorano insieme per aiutarla a salvare il suo spettacolo e superare il suo esame. 
Altrove, Beverly scrive un curriculum e riflette sul prossimo capitolo della sua vita - una "Bevolution" - che spaventa Murray perché non sarà in giro per cucinare e pulire così tanto. Le suggerisce di cambiare il suo aspetto piuttosto che cambiare la vita, quindi Bev ottiene una pettinatura permanente. Sebbene le sembri orribile, Murray insiste sul fatto che stia benissimo, ma Bev presto si accorge del suo piano. Nel frattempo, Barry cerca di farsi una permanente a casa, ma non fa nulla per cambiare l'aspetto dei suoi capelli già ricci. Presto, tutti i membri dei JTP provano le permanenti, rendendosi ridicoli.
- Colonna sonora: Come Sail Away degli Styx (versione cover di Hayley Orrantia).

## A Jackie piace Star Trek
- Titolo originale: Jackie Likes Star Trek
- Diretto da: Lea Thompson
- Scritto da: Andrew Secunda

### Trama
Mentre decidono i costumi di Halloween, Adam e Jackie hanno una discussione importante quando Adam vuole che lei si vesta da principessa Leila per il suo Ian Solo. Si scopre che a Jackie non piace Star Wars, ma è invece una grande fan di Star Trek e vorrebbe che Adam si vestisse da Spock per il suo tenente Uhura. Con Adam preoccupato di perdere la sua ragazza, Murray cerca di insegnargli la sua tecnica per accettare silenziosamente ogni volta che Beverly vuole essere al comando. Adam ci prova ma Jackie ci vede bene e suggerisce che lei e Adam non dovrebbero essere fidanzati. Adam in seguito torna per scusarsi e professare il suo amore per Jackie, non importa quale sia la sua preferenza per la fantascienza. Nel frattempo, i JTP stanno giocando con una tavola Ouija, che Barry usa per vedere se lui e Lainey sono destinati a stare insieme per sempre. Lainey è andata a trovare Erica e sorprende Barry presentandosi alla porta dei Goldberg la notte di Halloween. Si scopre che le è mancato molto. I due giurano che faranno funzionare la cosa a lunga distanza, ma in seguito si rendono conto che probabilmente si stanno prendendo in giro. Erica e Geoff hanno una discussione simile, insistendo sul fatto che possono farlo funzionare perché sono solo a tre ore di distanza e non dodici come Lainey e Barry.
- Colonna sonora: Up Where We Belong di Joe Cocker e Jennifer Warnes.

## Chiacchiericciando
- Titolo originale: Girl Talk
- Diretto da: Jay Chandrasekhar
- Scritto da: Steve Basilone

### Trama
Cercando di allontanarsi da Lainey, Barry punta gli occhi su Jamie Weisman, ma viene respinto. Lui e i JTP invadono la camera da letto di Erica per cercare di trovare indizi su come capire le ragazze, nonostante Erica abbia detto loro esplicitamente al telefono di stare fuori. Beverly si offre di aiutare, incontrando la resistenza di Barry, ma dopo che Bev aiuta Naked Rob ad avere un appuntamento con una ragazza, Barry inizia a vedere Bev come qualcosa di più di una semplice mamma. Agendo su consiglio della mamma di conversare ed essere se stesso, Barry ottiene un appuntamento di studio con Jamie. Il signor Glascott avverte Bev che Jamie è una "persona sbiadita", il che fa sì che Bev cerchi di rompere la coppia, ma in seguito scopre che Jamie è una studentessa etero e aiuta Barry a sembrare figo di fronte a Jamie. Altrove, l'Impero Ottomano di Murray sta affrontando la dura concorrenza del Re Formica, noto per i suoi scandalosi spot pubblicitari locali. Murray chiede ad Adam di fargli un semplice spot pubblicitario, ma Marvin interviene e aggiunge elementi ridicoli senza dirlo a Murray. Murray licenzia Marvin, ma in seguito vede che il suo spot è stato sorprendentemente efficace, poiché l'Impero Ottomano registra un aumento dei clienti. Dopo un breve periodo in cui Marvin lavora per il Re Formica, Murray lo assume di nuovo.
- Guest star: Richard Kind (Formica Michael Mikowitz), Lily Donoghue (Jamie Weisman).
- Colonna sonora: Everybody Wants to Rule the World dei Tears for Fears.

## Un riccoso Thanksgiving
- Titolo originale: A Wall Street Thanksgiving
- Diretto da: Lew Schneider
- Scritto da: Lauren Bans

### Trama
La "Bevolution" continua, poiché Beverly decide che non andrà in tilt per il Ringraziamento quest'anno e invita invece vicini e amici per un pasto di fortuna. Bev si rifiuta anche di intervenire e aiutare Erica quando quest'ultima rivela di aver ottenuto una carta di credito ad alto interesse al college e di aver accumulato 3.000 dollari di debiti. Erica poi va a un losco sportello di carte di credito, ottiene una carta a nome di Beverly e preleva immediatamente un anticipo in contanti. 
Marvin arriva in una Cadillac d'oro addobbata, annunciando di aver fatto un sacco di soldi in borsa. Spinge i JTP a dargli i loro soldi con la promessa di renderli tutti ricchi. Barry è entusiasta quando Marvin in seguito annuncia che un titolo che ha acquistato con l'investimento è quadruplicato, solo per essere deluso quando scopre che Murray ha ordinato a Marvin di restituire i 1.000 dollari di Barry prima dell'acquisto. Ciò si traduce in Barry che rimprovera Murray per il suo pensiero da vecchia scuola, dicendo che non vuole mai essere della classe media come lui. Marvin annuncia presto di aver perso i soldi dei JTP (più l'anticipo in contanti suo e di Erica) acquistando azioni Atari, che sono crollate a causa delle deludenti vendite del videogioco di E.T. Nel frattempo, Adam ha giocato al gioco e lo odia. Barry in seguito vede Murray dare a Marvin dei soldi per rimettersi in piedi e si rende conto che i modi responsabili di suo padre non sono poi così male. Geoff offre i suoi risparmi di una vita a Erica per farla uscire dai debiti, ma lei rifiuta, dicendo che deve prendersi la responsabilità dei propri errori.
- Colonna sonora: Rocket Man (I Think It's Going to Be a Long, Long Time) di Elton John.

## Il cerchio della guida
- Titolo originale: The Circle Of Driving Again
- Diretto da: Lew Schneider
- Scritto da: Alex Barnow

### Trama
Murray decide che è ora che Adam impari a guidare, ma c'è un problema: Adam ha troppa paura e non vuole ancora imparare. Nel frattempo, Erica è scoraggiata per non avere amici e non divertirsi al college, il che peggiora ulteriormente quando Barry le fa visita e sembra adattarsi perfettamente al campus.
- Colonna sonora: Pour Some Sugar On Me dei Def Leppard (cover di Hayley Orrantia).

## Tanto i genitori non capiscono
- Titolo originale: Parents Just Don't Understand
- Diretto da: David Katzenberg e Lew Schneider
- Scritto da: Dan Levy

### Trama
Cercando di realizzare un video musicale sulla falsariga di "Tanto i genitori non capiscono" di DJ Jazzy Jeff e Will Smith, Adam e Barry creano un video chiamato "Tanto ai papà non importa" nel tentativo di prendere in giro Murray. Tuttavia, Murray in seguito scopre del video ed è sconvolto dal fatto che i ragazzi pensino che sia un cattivo padre. Dopo che Murray ha rimproverato Adam e Barry, i ragazzi fanno un tentativo fallito di riconciliarsi con Murray realizzando un altro video rap, ma in seguito ottengono il perdono di Murray con delle scuse sincere. Nel frattempo, Erica è stanca di Beverly che la chiama continuamente per controllarla e inizia a rifiutarsi di rispondere al telefono, facendo temere il peggio alla mamma. Erica si ribella quindi all'immagine di cocca di mamma organizzando una festa sfrenata con la sua coinquilina. Beverly arriva proprio mentre la festa è andata fuori controllo, aiutando le due Erica a riprendersi e a controllare i danni.
- Colonna sonora: Parents Just Don't Understand di DJ Jazzy Jeff e Will Smith, Girls Just Want to Have Fun di Cyndi Lauper.

## Non abbiamo acceso il fuoco
- Titolo originale: We Didn't Start the Fire
- Diretto da: Jay Chandrasekhar
- Scritto da: Daisy Gardner

### Trama
Mentre Adam prova la sua canzone del talent show natalizio, We Didn't Start the Fire di Billy Joel, di fronte a Jackie, Barry riflette sul perché Adam ha una ragazza e lui no, e che la popolarità di Adam sta crescendo mentre la sua no. Barry ruba così la canzone di Adam, pubblicando centinaia di volantini in giro per la scuola che promuovono l'apparizione di "Barry Joel" allo spettacolo, ma diventa presto chiaro che Barry non conosce il testo della canzone come Adam. Barry va dal mentore di Adam, Pops, che cerca di convincere Barry a portare un vecchio sketch di Gianni e Pinotto. Quando questo si rivela inutile, Adam si avvicina a Barry in modo da combinare entrambi i loro punti di forza per fare insieme la canzone di Billy Joel. Altrove, Lou Schwartz e Beverly, entrambi percependo un possibile matrimonio tra Erica e Geoff, iniziano a competere su chi ospiterà le celebrazioni di Hanukkah per le famiglie unite.
- Colonna sonora: We Didn't Start the Fire di Billy Joel.

## Goldberg senza età
- Titolo originale: The Goldberg Girls
- Diretto da: Lea Thompson
- Scritto da: Marc Firek

### Trama
Beverly si preoccupa di chi trascorrerà del tempo con lei dopo che i suoi figli saranno fuggiti dal nido. Ispirata da Cuori senza età e dai JTP di Barry, cerca di formare un gruppo di amiche con Virginia Kremp, Linda Schwartz ed Essie Karp. I suoi sforzi falliscono mentre le altre tre stanno pianificando la gita sugli sci della scuola e dicono che sono ancora tutte troppo occupate con i loro figli. Ma quando una tempesta di neve annulla la gita sugli sci, Beverly si precipita con un piano per salvare la situazione. 
Nel frattempo, Erica si è stancata dei gesti romantici quotidiani di Geoff, dicendogli che voleva solo trascorrere la pausa invernale in relax. Quando un Geoff deluso se ne va, Erica si preoccupa che si stia trasformando nel suo padre burbero e poco romantico. Prendendo spunto da Adam, Jackie e alcune delle loro commedie romantiche preferite degli anni '80, Erica guida il tosaerba di Murray da Geoff per professare il suo amore, ma il gesto le si ritorce contro quando si imbatte nell'auto di Lou. Alla fine, Erica dice a Geoff che lo ama davvero, anche se fatica a trovare il modo di mostrarlo. 
- Colonna sonora: Thank You for Being a Friend di Susanna Hoffs.

## A cena con i Goldberg
- Titolo originale: Dinner With The Goldbergs
- Diretto da: Joanna Kerns
- Scritto da: Andrew Secunda

### Trama
Geoff sorprende Erica invitando tutta la sua famiglia a unirsi a loro per la cena di compleanno da Beefsteak Charlie's. Erica non è contenta di questo, perché i suoi familiari sono orribili clienti del ristorante; Murray impiega troppo tempo per decidere cosa vuole, Beverly è troppo precisa sui dettagli del suo ordine e chiede sostituzioni ridicole, Barry ordina sempre qualche piatto insolito che finisce per odiare, Adam si ribella al dover ordinare dal menu dei bambini ma non riesce a finire un pasto per adulti e Pops chiacchiera sempre con i clienti ai tavoli vicini. Inoltre, la famiglia si lamenta spesso dei loro antipasti e li restituisce, ma vuole comunque che il cibo restituito venga impacchettato per portarlo a casa. Dopo che ciò predetto da Erica si verifica, Geoff perde completamente la pazienza e rimprovera ad alta voce i Goldberg davanti all'intero ristorante, cosa che Erica temeva sarebbe successo.
- Colonna sonora: Everytime You Go Away di Paul Young.

## Stili di vita
- Titolo originale: The Hooters
- Diretto da: Lew Schneider
- Scritto da: Brian Hennelly

### Trama
Erica si ribella ai suoi modi del liceo e cerca di diventare una studentessa universitaria più colta, rifiutandosi persino di vedere la band di Filadelfia The Hooters con Geoff quando ottiene i biglietti. Geoff decide con riluttanza di andarci con Barry. Più tardi, Geoff e Beverly si presentano all'evento musicale d'avanguardia a cui Erica sta partecipando con l'altra Erica, in parte per mostrare sostegno ma principalmente per convincere la loro Erica che è troppo pretenziosa. Erica evita entrambi. Tuttavia, solo pochi minuti dopo l'inizio dello spettacolo della cornamusa e della banda di gong, si rende conto dell'errore dei suoi modi e corre a parlare con Geoff prima che se ne vada. 
Nel frattempo, Adam inizia un corso di falegnameria a scuola, solo per scoprire che, come lo sport, è un'altra cosa in cui è negato. Dopo che Adam decide di voler dedicarsi alla commedia, cerca di essere divertente nella classe, ma dopo aver accidentalmente causato al suo insegnante un incidente che quasi lo ferisce, Murray lo rimprovera, dicendo ad Adam che non è divertente e che ha bisogno di iniziare a pensare di trovare un vero lavoro. Questo fa perdere completamente il senso dell'umorismo ad Adam, al punto che è l'unico studente che non ride quando il suo insegnante di falegnameria ha un incidente esilarante in classe. Quando Murray lo scopre, un Adam arrabbiato si scaglia contro di lui, affermando che è lui il motivo per cui non ha più il senso dell'umorismo. Rendendosi conto dell'errore delle sue azioni, Murray confessa ad Adam di aver sbagliato a dirgli di non perseguire i suoi sogni.
- Guest star: Clancy Brown (signor Crosby)
- Colonna sonora: And We Danced dei The Hooters.

## The Goldbergs: 1990-Something
- Diretto da: Jay Chandrasekhar
- Scritto da: Marc Firek (sceneggiatura) e Adam F. Goldberg (soggetto)

### Trama
Questo evento speciale ispirato ai Goldberg riprende da dove la famiglia Goldberg ha lasciato la William Penn Academy negli anni '90 quando l'ex insegnante e ora preside della scuola John Glascott guida una facoltà di insegnanti con opinioni completamente diverse su come fare da mentore agli studenti e recluta Lucy per unirsi al suo staff e iscrivere le sue figlie adolescenti Felicia e Gigi come nuove studentesse. Lucy è disperata per assicurarsi che le figlie evitino le insidie sociali del liceo e si ritrova divisa tra l'approccio educativo e comunicativo di Glascott alla genitorialità e la convinzione da duro dell'allenatore Mellor secondo la quale la competizione fisica tira fuori il meglio dagli studenti. Anche Beverly Goldberg viene a visitare il personale della scuola nonostante tutti i suoi figli si siano già diplomati e non può fare a meno di intromettersi per l'ennesima volta.

## La giacca di Bev
- Titolo originale: Hail Barry
- Diretto da: Melissa Joan Hart
- Scritto da: David Guarascio

### Trama
Ispirata dai canali TV via cavo come QVC, Beverly vuole fare il passo successivo nella sua Bevolution e pubblicizzare BevWear, la sua linea di abbigliamento. Con un Murray insolitamente solidale che la incoraggia, Bev crea una serie di giacche di jeans sgargianti e abbaglianti, ma in seguito si deprime quando QVC le rifiuta. Murray insiste che può venderle al negozio di mobili e in seguito porta a Bev una mazzetta di contanti. Ma Bev scopre presto la verità quando un rappresentante del negozio Goodwill restituisce le giacche a casa. Con Bev impegnata a iniziare BevWear, Barry fa un provino per la squadra di football di William Penn, qualcosa che sua madre non avrebbe mai permesso se fosse stata il suo solito sé soffocante. Nonostante i suoi tentativi di impressionare l'allenatore Mellor e il viceallenatore Fast, Barry è terribile e relegato in panchina. Incoraggiato da Adam, Barry trova un modo per aiutare la squadra, facendola entusiasmare per una partita con la sua reinterpretazione del "Super Bowl Shuffle" dei Chicago Bears.
- Guest star: Mike Quick (Ike Fast).
- Colonna sonora: We Are the Champions dei Queen.

## Adam Spielberg
- Titolo originale: Adam Spielberg
- Diretto da: David Katzenberg
- Scritto da: Steve Basilone (sceneggiatura) e Adam F. Goldberg (soggetto)

### Trama
Adam decide di realizzare il suo film di Indiana Jones con l'aiuto di Jackie ed Erica e, nonostante la sua insistenza sul fatto che lei non interferisca, Beverly arruola Johnny, Carla, Dan, Taz Money e i JTP per assistere alla produzione. Le riprese sono afflitte da mille problemi, che portano Adam ad avere un esaurimento nervoso e ad abbandonare il suo sogno di dirigere. Beverly lo aiuta a capire che la parte del processo che gli è piaciuto di più è stata la sceneggiatura, e Adam decide di intraprendere la carriera di scrittore, mentre la produzione riprende con Johnny come regista. Nel frattempo Barry afferma di aver trovato la migliore bistecca al formaggio di Philadelphia, raccontando un aneddoto in cui si è perso e si è imbattuto in una tavola calda a Jersey, che da allora non è più riuscito a ritrovare. Apprendendo la posizione del ristorante da Mellor, Barry parte con Murray, ma durante il viaggio si perdono per ore, scelgono una bistecca al formaggio che si rivela troppo piccante e si ritrovano fuori dal ristorante chiuso con le chiavi ancora dentro. Cercando di rubare una bistecca al formaggio meno piccante a un uomo alla stazione degli autobus, Barry viene ferito durante la fuga. Murray lo consola in ospedale e tornano il giorno successivo per comprare altre bistecche al formaggio, che sono magnifiche come sosteneva Barry.
- Colonna sonora: The Raiders March di John Williams.

## La regola dell'elastico
- Titolo originale: The Scrunchie Rule
- Diretto da: David Katzenberg
- Scritto da: Chris Bishop

### Trama
Erica e la sua coinquilina "Erica della valle" iniziano a irritarsi a vicenda, il che si intensifica al punto in cui Erica della valle rivendica l'intera stanza per trascorrere del tempo con un fidanzato. Erica invita Barry a stare con lei in modo che possa infastidire Erica della valle, solo per formare una storia d'amore inaspettata. Erica e Barry invitano altri ospiti nella loro continua guerra di logoramento: Lainey, Geoff e il resto dei JTP, Johnny e Carla. Geoff cerca di costringere le Erica a capire le loro differenze, ma finisce per offendere l'omonimo di Erica, affermando che sono estranee che sono state accoppiate casualmente piuttosto che vere amiche. Le Erica alla fine fanno ammenda e organizzano una festa per i loro numerosi ospiti e altri amici del college. 
Nel frattempo Beverly lotta per far fronte a una casa vuota (poiché Adam sta con Dave Kim) e si assume la responsabilità di prendersi cura di Rick Mellor, che è stato ferito accidentalmente da Adam, così come di suo fratello Nick, la cui moglie lo ha cacciato. Murray convince Adam a tornare per soddisfare Beverly e per riportarla in sé, dopodiché lei caccia i Mellor. Murray successivamente fa uno sforzo maggiore per trascorrere del tempo con Beverly in assenza dei loro figli.
- Colonna sonora: Your Love (The Outfield song) dei The Outfield.

## Colori di guerra
- Titolo originale: Colors
- Diretto da: Jay Chandrasekhar
- Scritto da: Annie Mebane

### Trama
Dopo che gli amici di Beverly le hanno fatto capire che Barry la manipola emotivamente in modo che lui e i JTP possano avere la gestione di casa Goldberg, scoppia una guerra per il territorio tra i JTP e i Frenta. I Frenta stanno vincendo fino a quando non iniziano a litigare tra loro dopo che le altre madri mancano di rispetto a Barry, offendendo Beverly. Barry convince Beverly a fare ammenda con i Frenda, sottolineando che l'hanno chiamata così solo perché si preoccupano per lei. 
Incapace di partecipare alle prove poiché Murray si rifiuta di accompagnarlo, Adam viene escluso quando il resto degli studenti di teatro può prendere parte allo spettacolo locale di Joseph and the Amazing Technicolor Dreamcoat. Formando un legame inaspettato con Mellor su Cats, Adam spera di convincere Murray ad amare il teatro, e quindi inganna suo padre facendogli assistere a un musical affermando di aver comprato i biglietti per l'hockey, ma quando un Murray ingannato esprime affetto genuino, Adam è costretto a procurarsi veri biglietti per l'hockey, con l'aiuto di Mellor. Adam si gode inaspettatamente il gioco e successivamente convince Murray a vedere Joseph con lui, ma Murray perde interesse e si addormenta. Per fare ammenda, Murray convince Cinoman a mettere su una produzione di Joseph a scuola, in modo che Adam possa essere coinvolto.
- Colonna sonora: Colors di Ice-T e Any Dream Will Do di Ana Gasteyer.

## MTV Spring Break
- Titolo originale: MTV Spring Break
- Diretto da: Jay Chandrasekhar
- Scritto da: Matt Mira

### Trama
Barry, Erica, Johnny e Carla vanno in Florida per le vacanze di primavera. Barry ed Erica rimangono nell'appartamento di Al, ma presto rimangono delusi e annoiati dalla mancanza di divertimento per le vacanze di primavera, così iniziano a infrangere le regole cercando di divertirsi. Al li denuncia alla polizia per aver causato disordini, e sono furiosi, ricordandogli che il vecchio Al si sarebbe divertito insieme a loro. Alla fine si riconciliano e si uniscono alla festa in spiaggia. 
Nel frattempo, Beverly diventa ossessionata dall'avere una pelliccia, così Murray gliene compra una, facendo esultare di gioia sua moglie. Adam prende in prestito la pelliccia per realizzare falsi filmati di Bigfoot, ma Geoff si spaventa alla vista di Dave Kim in costume e gli lancia un frullato, rovinando il cappotto. Gli sforzi di Adam per sistemare il pasticcio non fanno che peggiorare la situazione, così decide di ammettere il suo fallimento in modo che Beverly lo veda da adulto. Questo gli si ritorce contro e provoca un enorme sfogo da parte di Beverly e Murray, lasciandolo furioso perché non hanno apprezzato la sua onestà. Adam usa la storia della pelliccia come scusa per ribellarsi all'autorità dei suoi genitori che quindi cercano una debolezza di Adam da usare contro di lui, solo per rovinare accidentalmente la sua stanza. Sostengono che la casa sia stata rapinata, ma lui scopre rapidamente la verità. Mentre cercano di fare ammenda con Adam, scoprono che il ragazzo ha gradualmente rubato dei soldi a Murray per comprare una DeLorean. Nonostante fossero inizialmente arrabbiati con Adam per il suo inganno, alla fine usano i soldi rubati per riparare i danni arrecati alla sua stanza, con Beverly che ammette apertamente ad Adam che, nonostante siano i genitori della famiglia, lei e Murray non si comportano sempre come veri adulti.
- Colonna sonora: No Sleep Till Brooklyn dei Beastie Boys.

## Febbre da Flashdance
- Titolo originale: Flashy Little Flashdancer
- Diretto da: Jason Blount
- Scritto da: Erik Weiner

### Trama
Le Frenta iniziano a frequentare un corso di ballo e Beverly invita la sua famiglia riluttante a guardare una loro esibizione, ma quando poi tenta di convincere i suoi familiari a partecipare con una dimostrazione, questi ridono istericamente di lei lasciandola temere che la sua Bevolution sia stata vana. In seguito demoralizza le altre Frenta, tutte convinte che non saranno nient'altro che madri; Murray nota lo stato emotivo di Beverly e costringe Erica e Barry a farsi perdonare. Fanno ammenda rapidamente, ma Beverly è ancora sconvolta dal fatto che anche Murray l'abbia ridicolizzata. Murray decide di scusarsi ballando, ma finisce per ferirsi, anche se in seguito si scusa con Beverly con delle vere scuse, convincendola a far esibire le Frenta. 
Nel frattempo, Adam si sente trascurato quando Emmy inizia a frequentare Brian McMahon, uno studente popolare, sentendo che questo la eleverà a uno status sociale più elevato e lo lascerà indietro. Cerca di incastrarla con prospettive romantiche meno popolari (Dave Kim, Dan e Sergei), e in seguito organizza una festa per rimproverare Emmy, portando inavvertitamente Brian a rompere con lei. Una furiosa Emmy accusa Adam di essere un ipocrita, sottolineando che ha sempre agito come una terza ruota durante i suoi rapporti con Dana e Jackie, dopodiché Johnny Atkins lo espelle dalla festa perché si è comportato da cattivo amico. Adam si guadagna il perdono di Emmy convincendo Brian a tornare insieme a lei.
- Colonna sonora: Flashdance... What a Feeling di Irene Cara.

## L'opportunità di una vita
- Titolo originale: The Opportunity of a Lifetime
- Diretto da: Anton Cropper
- Scritto da: Alex Barnow

### Trama
Adam vince un concorso radiofonico in cui un fortunato ascoltatore potrà tirare il primo lancio a una partita dei Philadelphia Phillies. Tramite un accordo, Adam cede a Barry la possibilità del primo lancio. Barry la vede come un'opportunità per impressionare i Phillies e ottenere un enorme bonus per entrare a far parte della loro squadra, e convince anche Murray che questa è l'opportunità di una vita. Tanto per cambiare, Beverly soffoca il sogno del ragazzo, poiché non vuole che Barry si metta in imbarazzo di fronte a 60.000 fan. Quando si allena con Murray, diventa chiaro che Barry non può lanciare. Alla fine però Barry, in piedi davanti al tumulo, riesce a eseguire un bel lancio a casa base. 
Intanto, Lainey va a trovare Erica ed entrambe si lamentano del loro primo anno al college. Discutono della loro passione per la musica e possibilmente di suonare insieme, convincendo anche l'altra Erica a unirsi alla batteria. Scrivono rapidamente una canzone, ma non riconoscono la sua somiglianza con I Love Rock 'n' Roll di Joan Jett.  L'altra Erica porta la band al CBGB di New York, avendo un parente legato al rock club, ma quando suonano la loro canzone vengono rapidamente cacciate via perché tutti si accorgono che la canzone è un plagio di I Love Rock 'n' Roll. Nonostante la delusione, Erica e Lainey decidono di voler lasciare la scuola e dedicarsi alla musica a tempo pieno.
- Colonna sonora: I Love Rock 'n' Roll di Joan Jett.

## Balle spaziali
- Titolo originale: Spaceballs
- Diretto da: Lew Schneider
- Scritto da: Aaron Kaczander

### Trama
Adam cerca di avviare un club di Mel Brooks dopo aver visto il film Balle spaziali; Jackie scambia la pubblicità del suo club per satira politica e la mette sul giornale della scuola. Nel frattempo, quando Beverly e Pops vengono per il weekend dei genitori a scuola, Erica ha intenzione di dire loro che lascerà il college, ma Murray li sorprende e si unisce a loro.
- Colonna sonora: Goldbergs Theme Song di Hayley Orrantia.

- Questa è l'ultima apparizione di Rowan Blanchard nei panni di Jackie Geary. A partire dalla prossima stagione, Jackie sarà interpretata da Alexis G Zall;
- Durante i titoli di coda, una sequenza onirica presenta un cameo di Rick Moranis che doppia Dark Helmet.

## Lo scherzo leggendario
- Titolo originale: Let's Val Kilmer This Car
- Diretto da: Lew Schneider
- Scritto da: Matt Edsall, Hans Rodionoff e Adam Olsen

### Trama
Barry è determinato a fare uno scherzo leggendario, con l'ulteriore motivo di essere sospeso in modo da non dover andare al ballo di fine anno da solo. A casa, Murray insiste sul fatto che se Erica non rimarrà al college, dovrà trovarsi un vero lavoro e pagare l'affitto, ma Erica è sicura di poter fare soldi con la sua musica. Beverly fa scivolare segretamente al preside Ball una mazzetta di soldi per assumere la band di Erica per il ballo di fine anno. 
Con l'aiuto di Adam, Barry smonta la Suzuki Samurai del preside Ball (che finisce per sembrare più un vandalismo che uno scherzo innocuo) costringendo Ball a dichiarare annullato il ballo di fine anno fino a quando qualcuno non confessa. Di conseguenza, Erica, l'altra Erica e Lainey diventano tristi. Erica scopre che Beverly ha organizzato il suo concerto e vuole che la paghi direttamente facendola scagliare contro sua figlia per ottenere un vero lavoro. Barry alla fine confessa tutto a Ball, ma vuole che Barry rimanga in silenzio perché è stato in grado di ottenere una nuova Pontiac Fiero con i soldi dell'assicurazione dalla sua Suzuki danneggiata. Ball, tuttavia, vieta segretamente a Barry di frequentare il ballo di fine anno come punizione. 
Le ragazze riflettono su come non possono stare con nessuna delle loro famiglie. Lainey viene a sapere da Adam che Barry ha confessato e che lo ha fatto in modo che lei e la band potessero ancora suonare al ballo di fine anno. Erica fa pace con i suoi genitori e annuncia che mentre suoneranno ancora al ballo di fine anno, dichiara che troverà un vero lavoro per pagare l'affitto. Mentre procede la serata del ballo di fine anno, Barry è seduto da solo sul campo di football, sconsolato di non poter ottenere il merito del suo scherzo. Lainey si ferma a parlare con lui. Dichiarando che non può immaginare la vita senza di lei, Barry chiede impulsivamente a Lainey di sposarlo e lei accetta. I due corrono al ballo di fine anno e Lainey si dirige sul palco mentre Barry grida: "Ci stiamo per sposare!", con grande shock di Bev e Murray.
- Colonna sonora: More Than a Feeling dei Boston (cover di Hayley Orrantia).